# Мінакамі Такітаро
Такітару Мінакамі (яп. 水上滝太郎) — колишній японський письменник і літературний критик.

## Раннє життя
Мінакамі народився в елітному районі Азабу у Токіо. Його батько, Абе Тайзо, був засновником страхової компанії «Мейдзі». У 1891 році сім'я переїхала до Мацудзака-чо. Мінакамі відвідував середню школу Кей і грав у бейсбольному клубі школи. Навчаючись у університеті Кейо, його надихнули роботи Кьонки Ізумі та новопризначеного професора Кафу Нагай, який був засновником літературного журналу Міта Бунгаку, започаткованого у 1910 р. Перебуваючи в університеті Кей, Мінакамі зав'язав дружбу з драматургом, сценаристом та директором театру «Бунгакуза» Мантаром Куботою.

## Літературна кар'єра
Будучи студентом університету Кейо, він розпочав свою літературну кар'єру з написання віршів та оповідань для Міти Бунгаку та загальнолюдського літературного журналу Субару. Він створив власний літературний гурток «Рей-но-кай», зібравши своїх майбутніх друзів-письменників у себе вдома.
Вивчаючи економіку в США та об'їздивши 16 країн світу, Мінакамі повернувся до Японії в 1916 році, щоб прийняти посаду в страховій компанії свого батька.
У 20-30-ті роки 20 століття Мінакамі написав численні романи, що зображували життя простих міських людей. Після того, як Університет Кейо відмовився від фінансової підтримки літературного журналу Міта Бунгаку в 1925 році, він (разом із Куботою Мантаро) зробив великий внесок у його підтримку протягом 1930-х років.
Після того, як Університет Кейо відмовився від фінансової підтримки літературного журналу Міта Бунгаку в 1925 році, він (разом із Куботою Мантаро) зробив великий внесок у його підтримку протягом 1930-х років.